# Николич, Драган

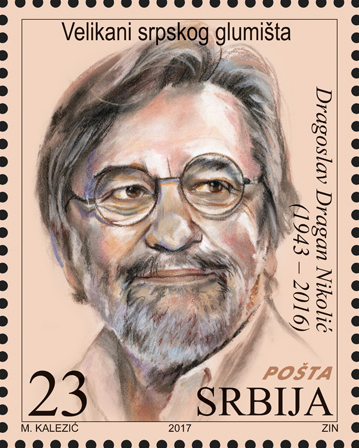
Почтовая марка Сербии (2017)

Драган Николич, собственно Драгослав Николич (серб. Драгослав  (Драган) Николић; 20 августа 1943, Белград — 11 марта 2016, там же) — сербский актёр театра и кино. За свою карьеру сыграл в ряде знаковых фильмов, приобрёл статус звезды и секс-символа югославского кинематографа.

## Биография
Окончил Факультет драматического искусства в Белграде. Дебютировал в кино в 1964.
Известность ему принесла роль в фильме Живоина Павловича «Когда я буду мёртвым и белым».
В 1969 стал членом театральной труппы «Мастерская 212», играл ведущие роли в спектаклях по «Мастеру и Маргарите», «На дне» и прочих.

## Семья
Старший брат — режиссёр и сценарист Живко Николич.
Жена — актриса Милена Дравич.

## Избранная фильмография
- 1967: Когда я буду мёртвым и белым
- 1968: Три часа на любовь (Tri sata za ljubav)
- 1969: Хороскоп/ Гороскоп (реж. Боро Драшкович)
- 1970: Бубе у глави
- 1971: «Млад и здрав као ружа»
- 1972: Без речи/ Фильм без слов
- 1972: Дервиш и смрт/ Дервиш и смерть
- 1974: Отписани / Списанные
- 1975: Двособна кафана
- 1978: Национална класа/ Национальный класс (реж. Горан Маркович; премия императора Константина)
- 1980: «Кто там поёт?»
- 1981: Бановић Страхиња/ Банович Страхиня
- 1981: «Сезон мира в Париже»
- 1983: «Балканский экспресс»
- 1983: Чудо невиђено/ Чудо невиданное (реж. Живко Николич)
- 1985: Живот је леп/ Жизнь прекрасна (реж. Бора Драшкович; Октябрьская премия)
- 1986: Обећана земља/ Земля обетованная (реж. Велько Булайич)
- 1989: Госпођа министарка/ Госпожа министерша
- 1989: Сабирни центар/ Сборный пункт (реж. Горан Маркович)
- 1995: «Андерграунд»
- 1995: Урнебесна трагедија (реж. Горан Маркович)
- 1998: Буре барута/ Пороховая бочка (реж. Горан Паскалевич)
- 1999: Бело одело/ Белый костюм (реж. Лазар Ристовски)
- 2002: Лавиринт/ Лабиринт
- 2002: Зона Замфирова
- 2004: Пљачка Трећег рајха/ Ограбление Третьего рейха (реж. Здравко Шотра)
- 2005: Ивкова слава
- 2007: «Четвёртый человек»
- 2008: Турнеја/ Турне (реж. Горан Маркович)
- 2009: «Святой Георгий убивает змия»
- 2014: Монтевидео, видимо се!

## Признание
- 1967 год — премия Фестиваля югославского кино в Пуле за лучшую мужскую роль в фильме «Когда буду мёртвым и белым».
- Приз за лучшую мужскую роль второго плана на III Международном фестивале актёров кино «Стожары» в Киеве (1999) — за исполнение роли в художественном фильме «Пороховая бочка» режиссёра Горана Паскалевича.
- Премия Павле Вуйисича за жизненное свершение (2007).
- Золотая медаль «За заслуги» (2015, Сербия)[7]